# Badminton-Bundesliga 1975/76
Die Badminton-Bundesligasaison 1975/76 bestand aus 14 Spieltagen im Modus „Jeder gegen jeden“ mit Hin- und Rückspiel. Meister wurde souverän der 1. BV Mülheim. Absteigen mussten der SV Helios Berlin und TG Zell.

## Endstand
| Platz | Verein | Spiele | Punkte |
| ----- | --- | ------ | ------ |
| 1.    | 1. BV Mülheim (Gerhard Kucki, Michael Schnaase, Horst Lösche, Karl-Heinz Garbers, Kurt Link, Peter Schwabe, Karin Kucki, Marie-Luise Schulta, Antonie Schwabe, Karin Schäfers) | 14     | 26:02  |
| 2.    | 1. BC Beuel (Roland Maywald, Karl-Heinz Zwiebler, Reiner Wodey, Rolf Zizmann, Marieluise Zizmann, Eva-Maria Kranz)                                                             | 14     | 23:05  |
| 3.    | PSV Grün-Weiß Wiesbaden (N) (Torsten Winter, Hugo Wilmes, Werner Dietz, Olaf Rosenow, Jutta Vogel, Rosel Drolsbach)                                                            | 14     | 19:09  |
| 4.    | VfL Wolfsburg | 14     | 14:14  |
| 5.    | FC Bayer 05 Uerdingen | 14     | 12:16  |
| 6.    | TuS Wiebelskirchen | 14     | 11:17  |
| 7.    | SV Helios Berlin | 14     | 05:23  |
| 8.    | TG Zell (N) | 14     | 02:26  |